# Liechtensteins historie
Liechtensteins historie starter med dannelsen af den romerske provins Nedre Raetia i 814.
Landets grænser har været uændret siden 1434, hvor Rhinen bestemte grænsen mellem Det Tysk-Romerske Rige og de schweiziske regioner.

## Antikken
En romersk vej løb gennem området fra syd til nord og krydsede Alperne ved Splügenpasset og fulgte herefter Rhinens højre bred, der dengang var ubeboet som følge af hyppige oversvømmelser. Der er udgravet romerske villaer i Schaanwald og Nendeln. Der er spor af den germanske stamme Alemannernes indtog i området fra nord ved ruinerne af det romerske fort i Schaan.